# Município de Van Buren (condado de Putnam, Ohio)
O município de Van Buren (em inglês: Van Buren Township) é um município localizado no condado de Putnam no estado estadounidense de Ohio. No ano de 2010 tinha uma população de 2.867 habitantes e uma densidade populacional de 30,48 pessoas por km².

## Geografia
O município de Van Buren encontra-se localizado nas coordenadas 41° 06′ 56″ N, 83° 56′ 48″ O. Segundo o Departamento do Censo dos Estados Unidos, o município tem uma superfície total de 94.07 km², da qual 93,89 km² correspondem a terra firme e (0,18 %) 0,17 km² é água.

## Demografia
Segundo o censo de 2010, tinha 2.867 habitantes residindo no município de Van Buren. A densidade populacional era de 30,48 hab./km². Dos 2.867 habitantes, o município de Van Buren estava composto pelo 81,03 % brancos, o 0,21 % eram afroamericanos, o 0,45 % eram amerindios, o 0,31 % eram asiáticos, o 15,49 % eram de outras raças e o 2,51 % eram de uma mistura de raças. Do total da população o 26,44 % eram hispanos ou latinos de qualquer raça.